# Tágides

Invocação às Tágides, no Canto I,
estrofes 4 e 5, de Os Lusíadas:

4
E vós, Tágides minhas, pois criado
Tendes em mim um novo engenho ardente,
Se sempre em verso humilde celebrado
Foi de mim vosso rio alegremente,
Dai-me agora um som alto e sublimado,
Um estilo grandíloquo e corrente,
Porque de vossas águas, Febo ordene
Que não tenham inveja às de Hipocrene.
5
Dai-me uma fúria grande e sonorosa,
E não de agreste avena ou frauta ruda,
Mas de tuba canora e belicosa,
Que o peito acende e a cor ao gesto muda;
Dai-me igual canto aos feitos da famosa
Gente vossa, que a Marte tanto ajuda;
Que se espalhe e se cante no universo,
Se tão sublime preço cabe em verso.

As tágides são as ninfas do rio Tejo (em latim, Tagus) a quem Camões pede inspiração para compor a sua obra Os Lusíadas. São uma adaptação das nereidas da mitologia greco-romana, as ninfas que vivem nos mares e nos rios. Na obra, estas eram as musas que inspiravam o autor para relatar os feitos grandiosos "nunca antes vistos", ou seja, os feitos dos "filhos dos lusitanos" (referindo-se assim aos feitos dos portugueses). Estas habitam no rio Tejo, que desagua em Lisboa, Portugal. A palavra foi criada por André de Resende, numa anotação ao seu poema Vicentius (1545). O poema sobre a morte de D. Beatriz de Saboia, em que André de Resende teria usado pela primeira vez o vocábulo Tágides, perdeu-se ou desconhece-se o seu paradeiro.
No seu poema épico Os Lusíadas, Camões roga-lhes que, como musas, o inspirem e que o ajudem a cantar (Dai-me uma fúria grande e sonorosa... de tuba canora) os feitos do povo português. Podemos observá-lo no Canto I, nas estrofes 4 e 5 (no quadro ao lado) apelidadas de Invocação.

## Galeria

Esculturas Tágides, de Diogo de Macedo, na Fonte Monumental, Alameda D. Afonso Henriques, Lisboa
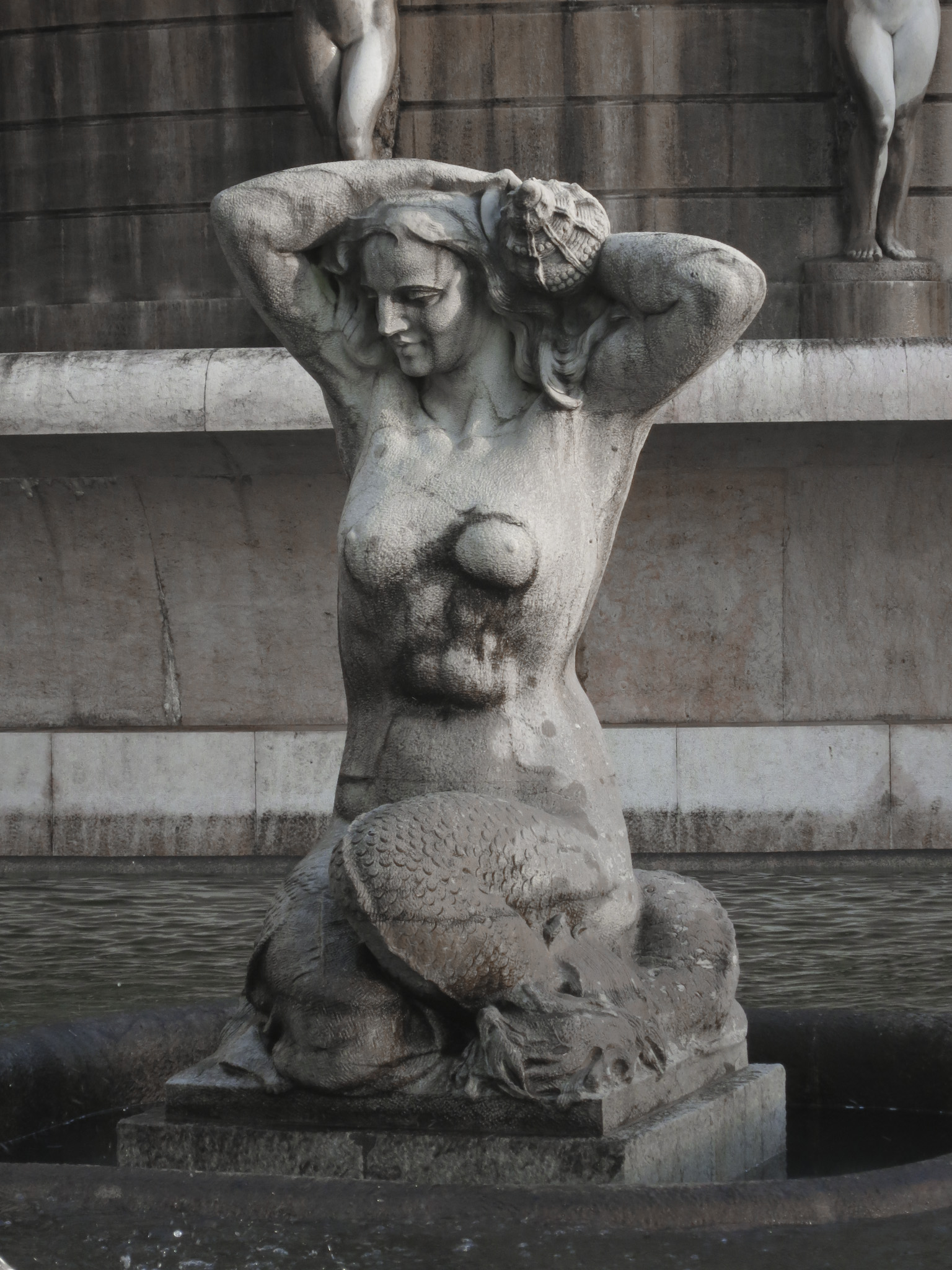
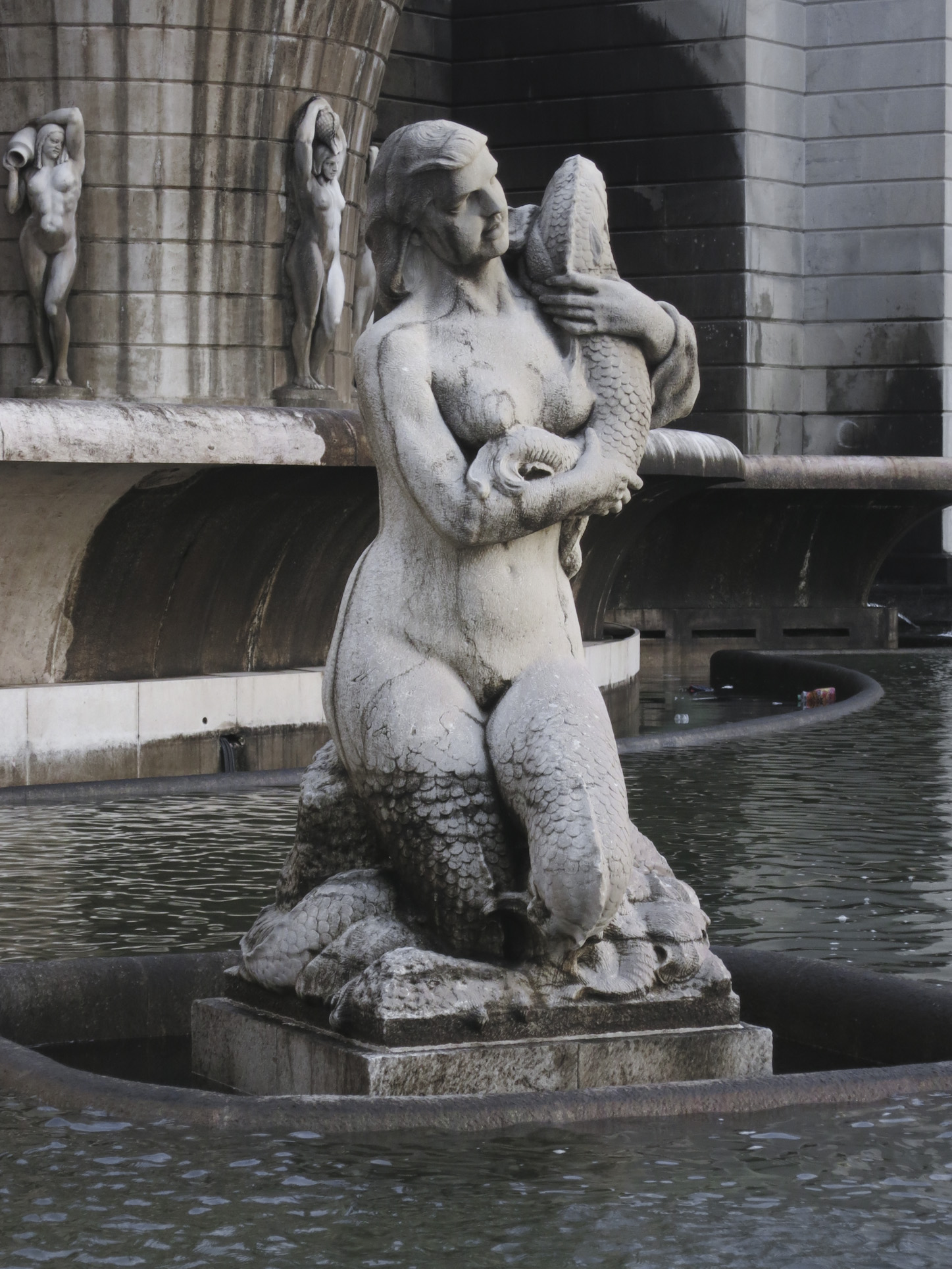
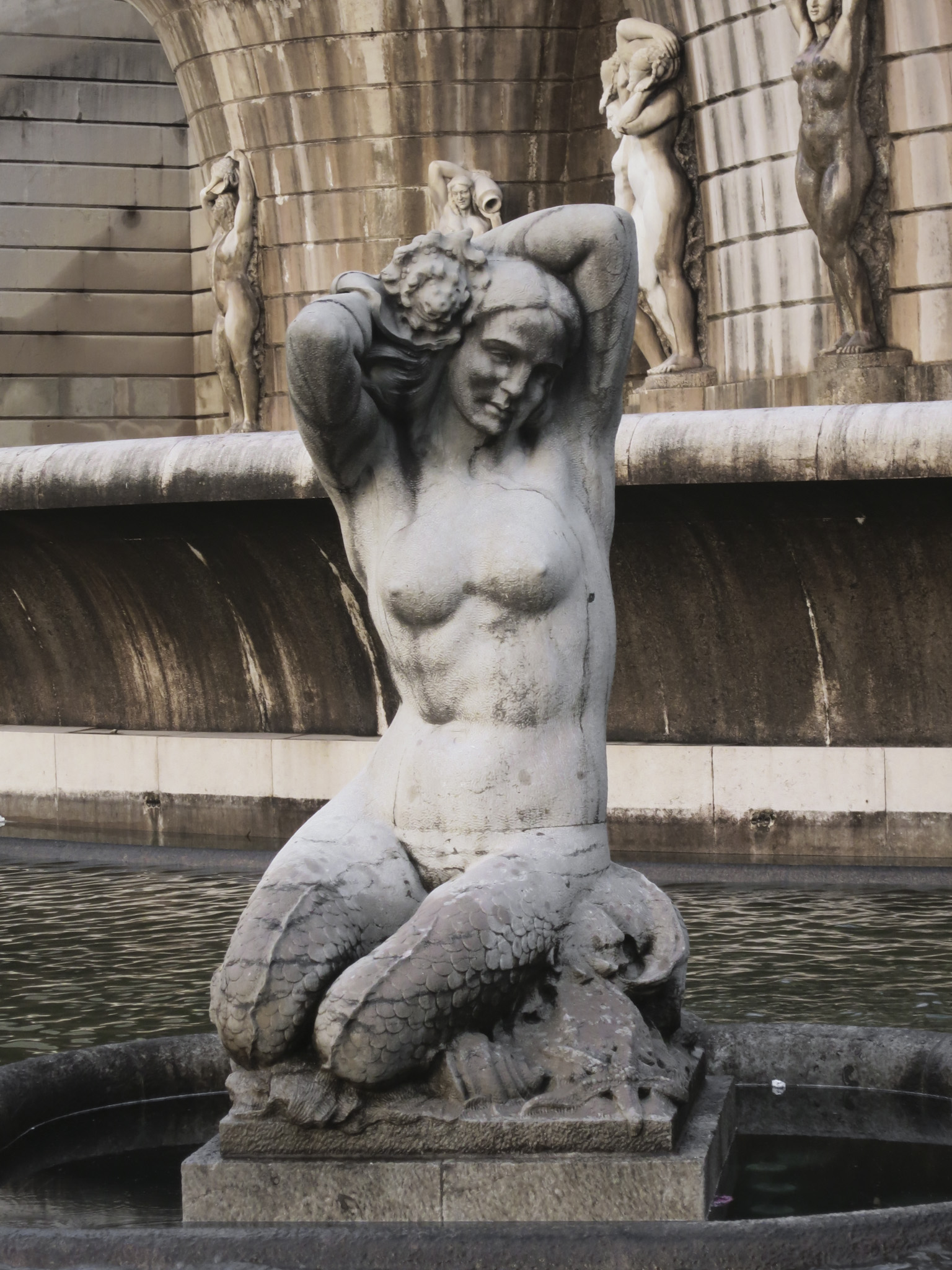